# Iniistius bakunawa
Iniistius bakunawa — вид морських риб родини губаневих (Labridae). Описаний у 2023 році.

## Назва
Вид названо на честь Бакунави, змієподібного дракона з вісаянської міфології, який міг спричинити затемнення, поглинувши місяць. Назва була дана через затемнену пляму на спинному плавці, яка нагадує повне сонячне затемнення.

## Поширення
Вид поширений в Індо-Тихоокеанському регіоні. Вид був визначений із семи зразків, отриманих із громадських рибних ринків Філіппін (на островах Панай, Себу, Бохоль і Холо), і двох зразків із глибоководних тралів із Західної Австралії, виловлених неподалік архіпелагу Дампір.

## Опис
Невелика рибка завдовжки 15—17 см. Новий вид відрізняється тим, що має тіло від блідо-жовтого до нефритового кольору з великим концентричним чорно-білим еліпсоїдним оцеллюсом на самому задньому краї спинного плавця. Окрім живих деталей забарвлення, новий вид легко діагностується від подібних за такою комбінацією ознак: 7 горизонтальних рядів лусочок на щоці; зяброві граблі 4–6 + 8–11 = 12–17; зяброві граблі короткі, несучі зуби; і трубчасті луски бічної лінії 23–26.